# Вайт-Лейк (Вісконсин)
Вайт-Лейк (англ. White Lake) — селище (англ. village) в США, в окрузі Ланґлейд штату Вісконсин. Населення — 262 особи (2020).

## Географія
Вайт-Лейк розташований за координатами 45°9′35″ пн. ш. 88°45′48″ зх. д. / 45.15972° пн. ш. 88.76333° зх. д. (45.159693, -88.763418).  За даними Бюро перепису населення США в 2010 році селище мало площу 6,40 км², з яких 5,65 км² — суходіл та 0,76 км² — водойми.

## Демографія
Згідно з переписом 2010 року, у селищі мешкали 363 особи в 156 домогосподарствах у складі 100 родин. Густота населення становила 57 осіб/км².  Було 212 помешкання (33/км²).
Расовий склад населення:
| - 96,4 % — білих - 0,3 % — азіатів |

До двох чи більше рас належало 3,3 %. Частка іспаномовних становила 2,5 % від усіх жителів.
За віковим діапазоном населення розподілялося таким чином: 24,8 % — особи молодші 18 років, 52,6 % — особи у віці 18—64 років, 22,6 % — особи у віці 65 років та старші. Медіана віку мешканця становила 44,8 року. На 100 осіб жіночої статі у селищі припадало 90,1 чоловіків;  на 100 жінок у віці від 18 років та старших — 87,0 чоловіків також старших 18 років.
Середній дохід на одне домашнє господарство  становив 40 896 доларів США (медіана — 36 250), а середній дохід на одну сім'ю — 49 333 долари (медіана — 45 000). За межею бідності перебувало 22,2 % осіб, у тому числі 52,2 % дітей у віці до 18 років та 0,0 % осіб у віці 65 років та старших.
Цивільне працевлаштоване населення становило 79 осіб. Основні галузі зайнятості: роздрібна торгівля — 19,0 %, освіта, охорона здоров'я та соціальна допомога — 19,0 %, виробництво — 16,5 %.